# Hans Petri (Theologe)
Hans Petri (* 5. März 1880 in Küstrin; † 23. August 1974 in Leonberg) war ein evangelischer Theologe.

## Leben

### Ausbildung
Hans Petri entstammt einer Theologen- und Juristenfamilie aus Lemgo und Bremen. Sein Vater war evangelischer Pfarrer zunächst in Gablonz, das damals österreichisch war, und Superintendent in Küstrin. Hier kam Petri als viertes von sechs Kindern am 5. März 1880 zur Welt. Schul- und Jugendjahre verlebte er in Sorau, wo sein Vater 1886 die Leitung der Diözese übernahm. Da sein Onkel, der Kirchenhistoriker Gustav Bossert, in der Nähe Tübingens lebte, wählte sich Hans Petri diese württembergische Stadt zum Beginn seines Theologiestudiums. Zur Fortsetzung der Ausbildung zog es ihn nach Erlangen, weil die dortige Fakultät nach Meinung von Petri, der Hort der liberalen Theologie war. Während seines dortigen Studiums wurde er 1900 Mitglied der Burschenschaft der Bubenreuther. Zum Abschluss seiner Studien wählte er sich Berlin, um den Balten Adolf Harnack zu hören. Schon früh war Hans Petri der Arbeit der Inneren Mission zugetan, wollte andererseits evangelisches Gemeindeleben unter besonderen Lebensbedingungen kennenlernen. Freiwillig meldete er sich beim Evangelischen Oberkirchenrat in Berlin für den Dienst im europäischen Ausland. 1909 erhielt er die Pfarrstelle in Turnu-Severin an der unteren Donau im Königreich Rumänien. Im Ersten Weltkrieg wurde er 1916 als feindlicher Ausländer interniert und kam als Zivilgefangener nach Russland, von wo er 1918 auf Intervention Elsa Brandströms, des „Engels von Sibirien“, entlassen wurde. 1921 wurde er an die evangelische Stadtpfarrkirche von Bukarest gewählt und blieb dort 30 Jahre bis zum Ruhestand und zur Übersiedlung 1951 nach Leonberg in Württemberg. Von 1937 bis 1949 war Petri Dekan des Kirchenbezirks Bukarest, der alle evangelischen Gemeinden der Moldau und der Walachei sowie der Dobrudscha umfasste.

### Arbeit für die Deutschen in  Südosteuropa
Sein neuer Wirkungsbereich hatte ihn sofort gefesselt, und so begann er bereits in den ersten Jahren mit Veröffentlichung von Berichten in Sorau und Hamburg über die Deutschen in Rumänien bzw. das von dem Hohenzollern Karl I. regierte Königreich. Nach Übernahme des Amtes in Bukarest nahm er die durch den Krieg unterbrochene Arbeit wieder auf. Dabei befasste er sich vor allem mit der Geschichte der kleineren deutsch-evangelischen Gemeinden Alt-Rumäniens; die meisten davon waren erst im 19. Jh. gegründet worden. Für die umfangreiche Monographie „Geschichte der evangelischen Gemeinde zu Bukarest“ (Leipzig 1939) verwendete er Material aus den Archiven von Berlin, Leipzig und Stockholm. Den Deutschen in der Dobrudscha widmete er außer mehreren Beiträgen in Fachpublikationen eine größere Arbeit „Geschichte der deutschen Siedlungen in der Dobrudscha“ (München 1956), deren Ende Petri 1940 miterlebte, als diese Deutschen „heim ins Reich“ geholt wurden.
Da die Dobrudscha-Deutschen mit den Bessarabien-Deutschen  verwandt sind, befasste er sich auch mit diesen und darüber hinaus mit den Deutschen in Südrussland insgesamt. Bei letzteren waren es besonders die sog. Randgruppen, für die er sich interessierte: schwäbische Chiliasten, Herrnhuter, Hutterische Brüder, über die aufschlussreiche Studien erschienen. Sein Interesse galt der Reformation in der Moldau während der Regierung des Fürsten Jakobus Heraklides im 16. Jh.; die Arbeit wurde von der Rumänischen Akademie veröffentlicht (1927). „Herzog Christoph von Württemberg und die Reformation in Frankreich“ war eine weitere Arbeit aus diesem Themenkreis. Dem in französischen Diensten beschäftigten Diplomaten Karl Friedrich Reinhard, der 1806 als Gesandter in der Moldau die Südosteuropapolitik Napoleons vertrat und danach ins Blickfeld Goethes trat, mit dem er in jahrzehntelangem, persönlichem und brieflichem Kontakt stand, ist eine sehr aufschlussreiche Studie gewidmet. Darüber hinaus entstanden kleine Beiträge zu den verschiedensten Themen, jedoch in der Hauptsache immer in Bezug zu den Deutschen Südosteuropas.
Hans Petri starb am 23. August 1974 im 95. Lebensjahr. In einem Nachruf hieß es: „Zukünftige Geschichtsschreibung wird feststellen, daß seinem Namen in der Reihe der Historiker, die zur Förderung der Kirchengeschichte des Südostens beitrugen, ein bleibender Platz gebührt“ (Oskar Wittstock).

## Werke
- Evangelische Diasporapfarrer in Rumänien im 19. Jahrhundert Verlag M. Warneck, Berlin 1930
- Geschichte der evangelischen Gemeinde zu Bukarest Leipzig 1939; Neuauflage Schiller Verlag, Mai 2018, ISBN 978-3-946954-22-4
- Geschichte der deutschen Siedlungen in der Dobrudscha München 1956, Verlag des Südostdeutschen Kulturwerks
- Die Deutschen in Altrumänien Sonderdruck aus dem Jahrbuch 1971 der Dobrudscha-Deutschen
- Alexander und Ruxandra Stourdza. Zwei Randfiguren europäischer Geschichte. In: Südost-Forschungen XXII (1963), S. 401–436.